# Carlos de Almeida Pereira
Carlos de Almeida Pereira (1874 — 9 de dezembro de 1948) foi um oficial da marinha e político português.
Foi governador da Guiné Portuguesa no período compreendido entre 23 de outubro de 1910 e agosto de 1913, tendo sido o primeiro governador dependente do Ministério das Colónias criado em 1911, no início da Primeira República Portuguesa.
Em 17 de março de 1912 veio a Lisboa, tendo o secretário-geral Sebastião José Barbosa ficado encarregue da governação da Guiné até ao seu regresso em 23 de outubro do mesmo ano. 

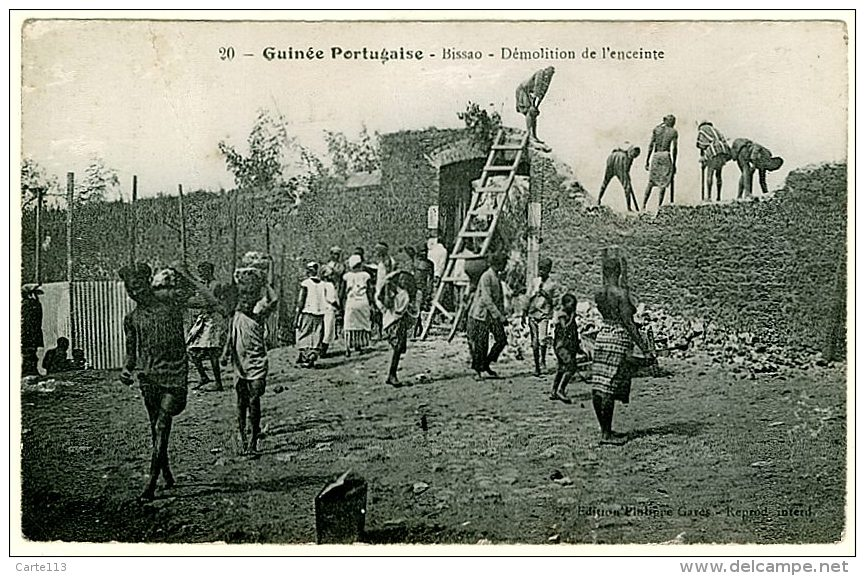
Demolição das muralhas de Bissau em 1913

Durante o seu mandato ordenou a demolição da muralha em Bissau que até aí impedia a expansão urbana.
Carlos de Almeida Pereira para cumprir as exigências da Conferência de Berlim no que concerne à "ocupação efetiva" teve a colaboração do comandante militar da Guiné, João Teixeira Pinto.

## Obras
- La Guinée Portugaise: subsides pour son étude(1914)[6]